# Дрізд чорнодзьобий
Дрізд чорнодзьобий (Turdus ignobilis) — вид горобцеподібних птахів родини дроздових (Turdidae). Мешкає в Південній Америці.

## Опис
Довжина птаха становить 24 см. Верхня частина тіла темно-коричнева. Горло білувате, поцятковане вузькими темними смугами. Забарвлення решти нижньої частини тіла варіюється від оливкового до каштанового. Дзьоб і лапи темні.

## Підвиди
Виділяють три підвиди:

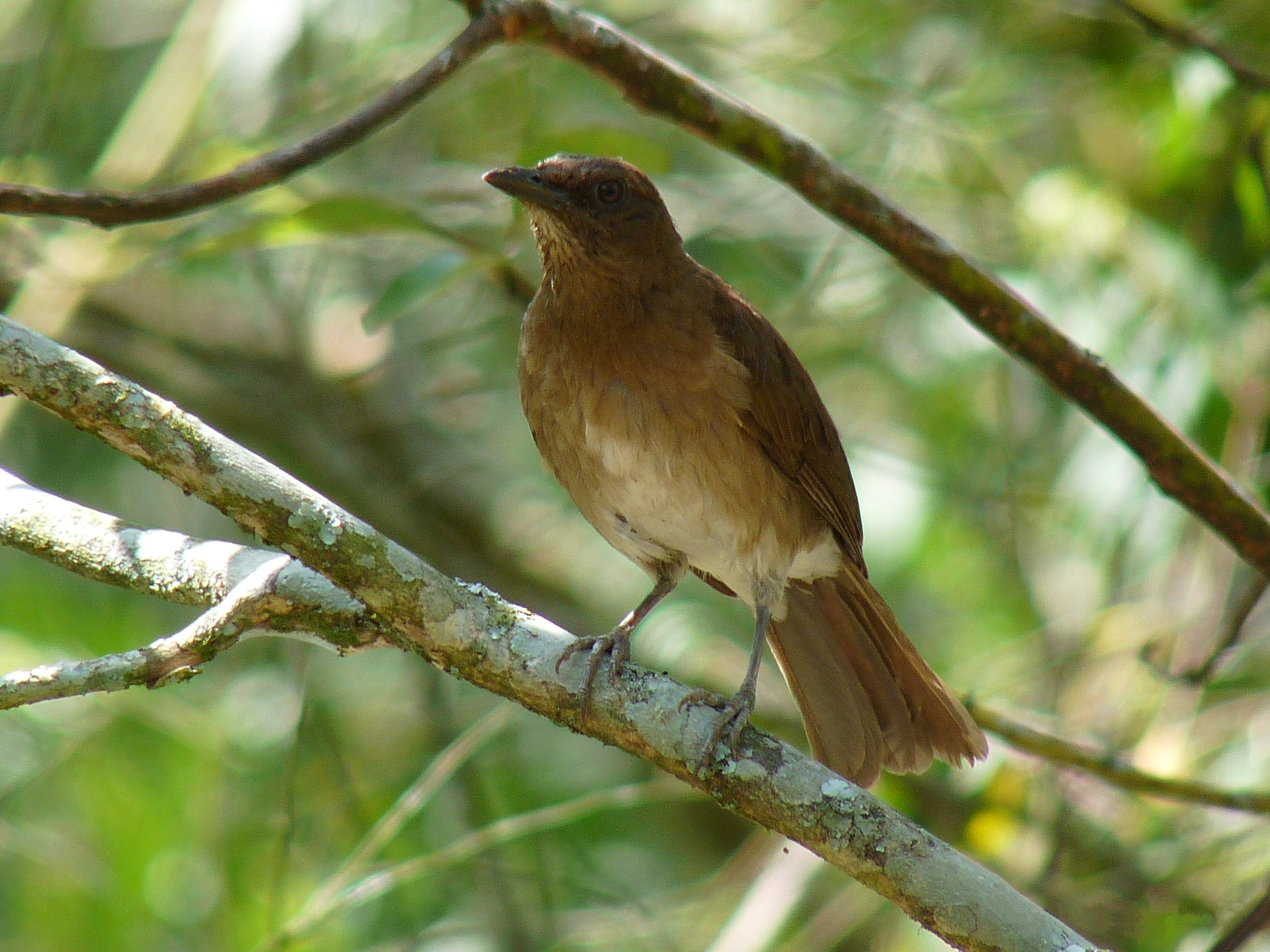
Чорнодзьобий дрізд

- T. i. goodfellowi Hartert, E & Hellmayr, 1901 — долина Кауки і Західний хребет Колумбійських Анд;
- T. i. ignobilis Sclater, PL, 1858 — Центральний і Східний хребти Колумбійських Анд;
- T. f. debilis Hellmayr, 1902 — східна Колумбія, західна Венесуела, північно-західна Бразильська Амазонія, схід Еквадору і Перу, північ Болівії.

Пантепуйські і кампінаські дрозди раніше вважалися підвидами чорнодзьобого дрозда. Деякі дослідники також виділяють підвид T. i. debilis у окремий вид Turdus debilis.

## Поширення і екологія
Чорнодзьобі дрозди мешкають в Колумбії, Еквадорі, Перу, Болівії, Бразилії і Венесуелі. Вони живуть у вологих тропічних лісах і чагарникових заростях, на плантаціях, в парках і садах. Зустрічаються поодинці або парами, на висоті до 200 м над рівнем моря. Живляться безхребетними, яких шукають на землі, ягодами і плодами. Гніздо чашоподібне, в кладці 2 яйця.